# Epictia subcrotilla
Epictia subcrotilla là một loài rắn trong họ Leptotyphlopidae. Loài này được Klauber mô tả khoa học đầu tiên năm 1939.